# バロック絵画

『夜警』レンブラント・ファン・レイン (アムステルダム国立美術館)、1642年
カンバスに油彩、363 × 437 cm

バロック絵画（バロックかいが）は、16世紀末から18世紀なかばの西洋芸術運動であるバロック様式に分類される絵画。バロックは絶対王政、カトリック改革、カトリック復興などと深い関連があり、ときには一体化したものと見なされることもあるが、バロック美術とバロック建築の傑作は絶対主義やキリスト教とは無関係に、作品自身が持つ魅力によって広く親しまれ、受け入れられている。
もっとも重要で有名なバロック絵画は1600年ごろから18世紀初頭にかけて描かれた。バロック絵画は劇的な描写技法、豊かで深い色彩、強い明暗法などで特徴づけられる。ルネサンス美術とは異なり、バロック美術では大げさで芝居がかったような場面描写が好まれ、暗影を用いた動的な躍動感あふれる作品が多く制作された。盛期ルネサンスの代表的な芸術家ミケランジェロは彫刻ダビデ像を、ゴリアテとの戦いを控えて沈思する人物として表現した。一方、バロックの代表的な芸術家ベルニーニは、ゴリアテに向かって石を投げつける瞬間をとらえたダビデ像を制作している。ルネサンス美術で賞賛された冷徹な理性ではなく、バロック美術では一瞬の感情や情熱の表現を追求していた。
バロック絵画を代表する画家として、イタリアのカラヴァッジョ、オランダのレンブラント、フェルメール、フランドルのルーベンス、スペインのベラスケス、フランスのプッサンらの名前があげられる。バロック絵画にはカラヴァッジョが多用した明暗法の一種であるキアロスクーロの使用によって劇的な物語性を表現した画家が多い。カラヴァッジョは盛期ルネサンスの人文主義を受け継ぎ、自身が独自に発展させた人物を写実的に描く手法と強烈なキアロスクーロを用いて劇的な効果をもたらす技法は同時代の芸術家たちの大きな影響を与え、西洋美術史に新たな流れを生み出した。カラヴァッジョの写実的な描写の一方で、感情・エモーショナルさを劇的に演出するため、しばしば背景を闇に塗り込める一方で、強調したいところにはスポットライトを浴びているかのように光に照らし出された状態に描く手法は他の画家にも影響を与えた。他にフランドルの画家アンソニー・ヴァン・ダイクが描いた優美かつ力強い肖像画も、とくにイングランドで大きな影響を及ぼした絵画である。
17世紀オランダの隆盛は巨大な美術市場を形成し、画家たちは風景画、静物画、肖像画、歴史画、風俗画など、さまざまなジャンルに特化した作品を描いた。当時のオランダ人画家たちの絵画技術は非常に高く、20世紀のモダニズム萌芽まで美術界に影響を与え続けた。

## 歴史

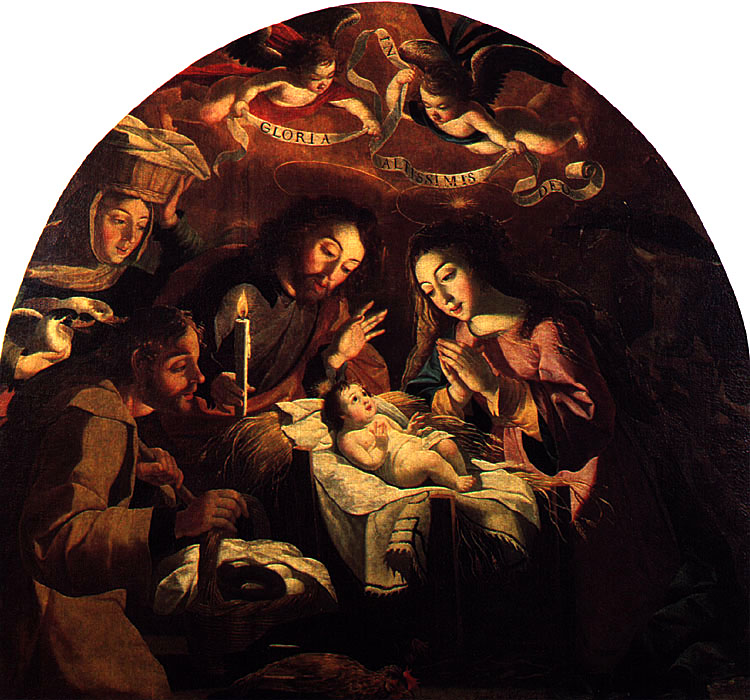
『キリスト生誕』（1669年）
ジョセファ・ドビドス、国立古美術館（リスボン）

1543年から1563年にかけて招集されたローマ・カトリック教会の公会議トリエント公会議は、プロテスタントの台頭に起因したカトリック教会内部の姿勢とともに、カトリック宗教施設が保有するそれまでの芸術作品にも大きな変化をもたらした。当時大きな影響力を持っていたルーヴェン大学の神学教授ヤン・ファン・デル・メーレン（1533年 - 1585年）(en:Molanus) は、カトリック教会が保有する彫刻や絵画は主題が明確で、力強く、敬虔な作品でなければならず、現在主流のマニエリスム様式はこの概念に合致していないとした。そして同様の解釈、意見がほかにも多くの聖職者たちが共有するものとなっていった。こういった流れを受けて、カラヴァッジョとアンニーバレ、アゴスティーノのカラッチ兄弟から教会芸術の変革が開始されたことは多くの現代美術史家が指摘している。いずれも1600年ごろにローマを中心として活動し、多くの絵画制作の依頼を受けていた画家たちだが、カラッチ兄弟とは違ってカラヴァッジョの作品には品位が欠けているという根強い批判があった。

### 用語
「バロック」という用語はもともと侮蔑的に使用され始め、作品の強調表現があまりに行き過ぎていて品位に欠けるいびつなものという意味が含まれていた。また、アリストテレスの三段論法についての著作の歴史的用語「バロコ (Baroco)」を語源とするという考えもある。奇抜な強調表現、過剰なまでに描きこまれた細部表現を意味する用語で、ルネサンス芸術の特性である合理的で抑制された作風とは好対照をなすものとして用いられていた。「バロック」におけるこのような否定的な意味合いを最初に払拭したのはスイス人美術史家ハインリヒ・ヴェルフリン（1864年 - 1945年）である。ヴェルフリンは著書『ルネサンスとバロック』（1888年）で、バロックは「（美術を）大衆へともたらした芸術運動」であり、それまでのルネサンス美術とは対極にあるものと位置づけた。ヴェルフリンは他の現代美術史家とは違ってマニエリスムとバロックとを区別してはおらず、18世紀の後期バロック（ロココ）も完全に無視している。ロココが隆盛したフランスやバロックの影響がほとんど見られなかったイギリスでは、ヴェルフリンの学説がドイツの学会で認められるまで、バロックはまともな研究対象とみなされていなかった。
北方写実主義からの伝統的な作風を受け継ぐ17世紀のオランダでは、他の国とはやや異なるバロック美術が発展した。宗教画も歴史画もほとんど制作されず、静物画、日常生活を描いた風俗画、風景画といった、宗教には直接関係のないジャンルの重要な絵画が多く制作された。当時のオランダを代表する画家レンブラントの作品はバロック絵画の典型ともいわれているが、フェルメールなど他のオランダ人画家の作品がバロック様式であるといわれることはあまりない。隣接するフランドル地方でも、伝統的な作風の絵画は一部で描き続けられていた。

## 主要な画家

### イタリア
- ルドヴィコ・カラッチ（1555年 - 1619年）
- アゴスティーノ・カラッチ（1557年 - 1602年）
- アンニーバレ・カラッチ（1560年 - 1609年）
- オラツィオ・ジェンティレスキ（1563年 - 1639年）
- ミケランジェロ・メリージ・ダ・カラヴァッジオ（1571年 - 1610年）
- グイド・レーニ（1575年 - 1642年）
- ドメニキーノ（1581年 - 1641年）
- ベルナルド・ストロッツィ（1581年 - 1644年）
- ジョヴァンニ・ランフランコ（1582年 - 1647年）
- グエルチーノ（1591年 - 1666年）
- アルテミジア・ジェンティレスキ（1593年 - 1652年頃）
- ピエトロ・ダ・コルトーナ（1596年 - 1669年）
- カルロ・マラッタ（1625年 - 1713年）
- アンドレア・ポッツォ（1642年 - 1709年）
- ジョヴァンニ・バッティスタ・ピアッツェッタ（1683年 - 1754年）

### スペイン

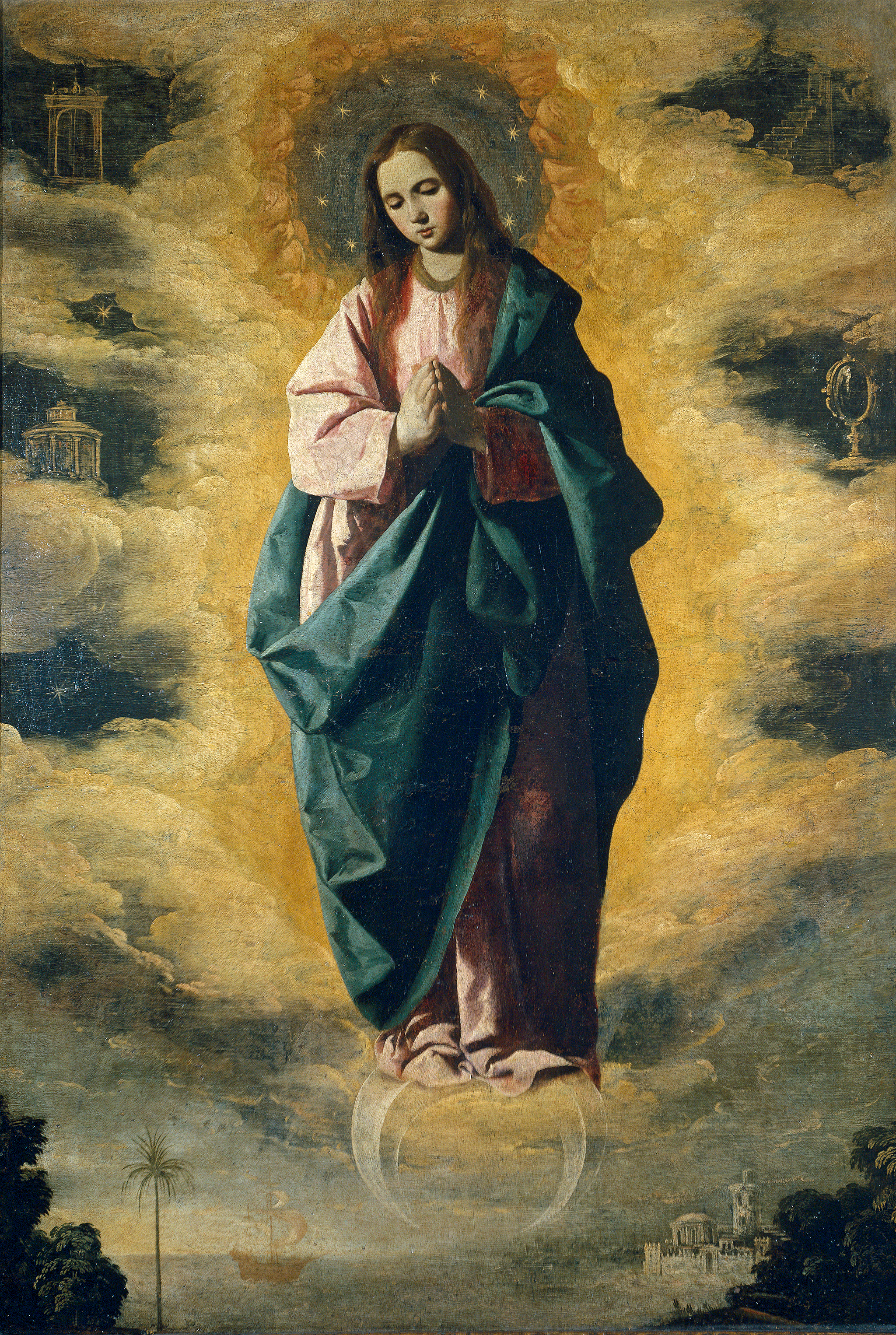
『無原罪の御宿り』（1630年頃）
フランシスコ・デ・スルバラン、プラド美術館

- フランシスコ・リバルタ （1565年 - 1628年）
- ホセ・デ・リベーラ（1591年 - 1652年）
- フランシスコ・デ・スルバラン（1598年 - 1664年）
- ディエゴ・ベラスケス（1599年 - 1660年）
- アロンソ・カーノ （1601年 - 1667年）
- バルトロメ・エステバン・ムリーリョ（1617年 - 1682年）
- フアン・デ・バルデス・レアル（1622年 - 1690年）
- スペイン黄金時代美術に詳しい

### ポルトガル
- ジョゼファ・デ・オビドス - （1630年 - 1684年）

### フランドル

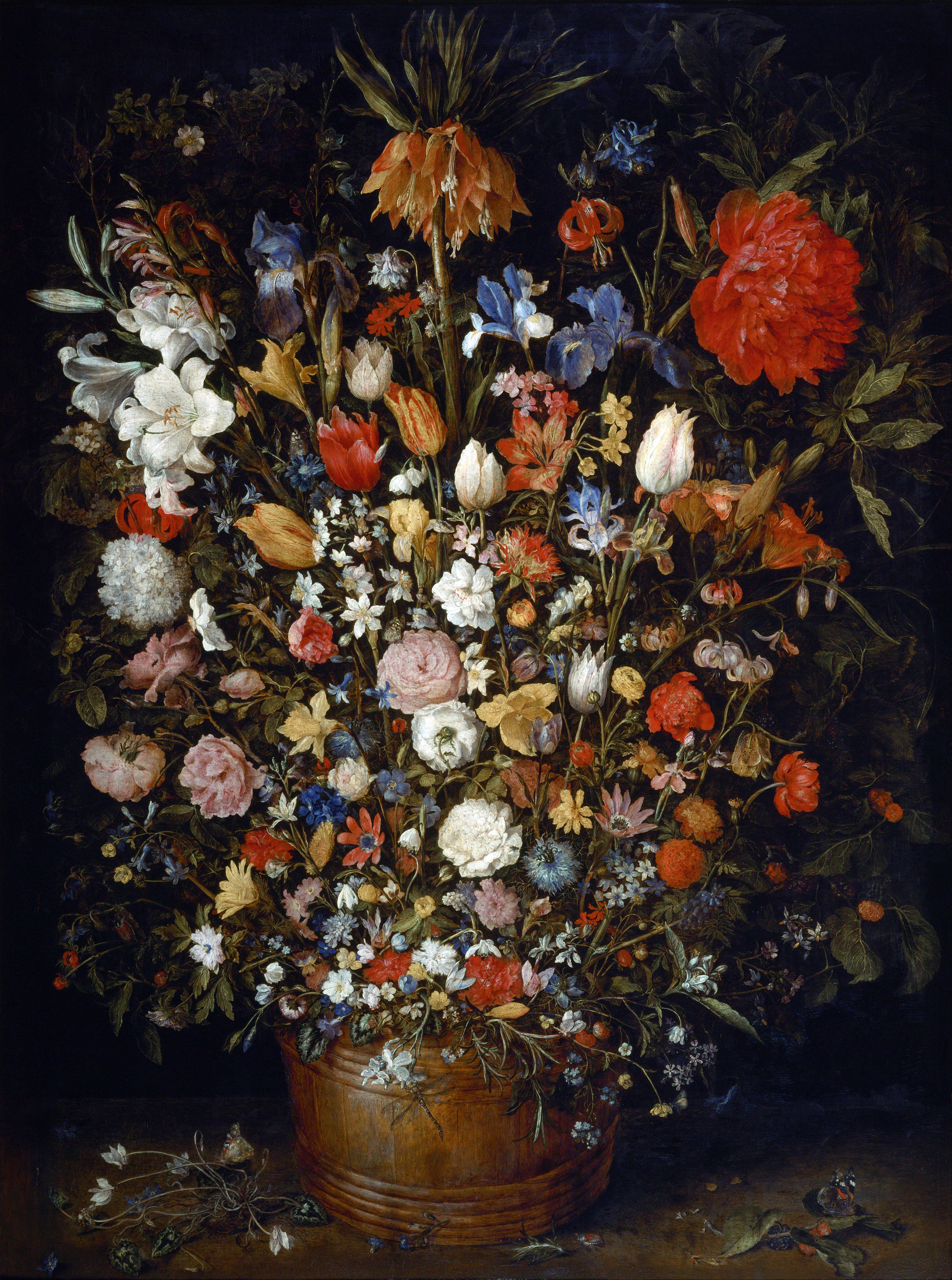
『花束』（1606年）
ヤン・ブリューゲル (父)

- ヤン・ブリューゲル (父)（1568年 - 1625年）
- ピーテル・パウル・ルーベンス（1577年 - 1640年）
- フランス・スナイデルス（1579年 - 1657年）
- ヤーコブ・ヨルダーンス（1593年 - 1678年)
- アンソニー・ヴァン・ダイク（1599年 - 1641年）
- ダフィット・テニールス (子)（1610年 - 1691年）

### オランダ

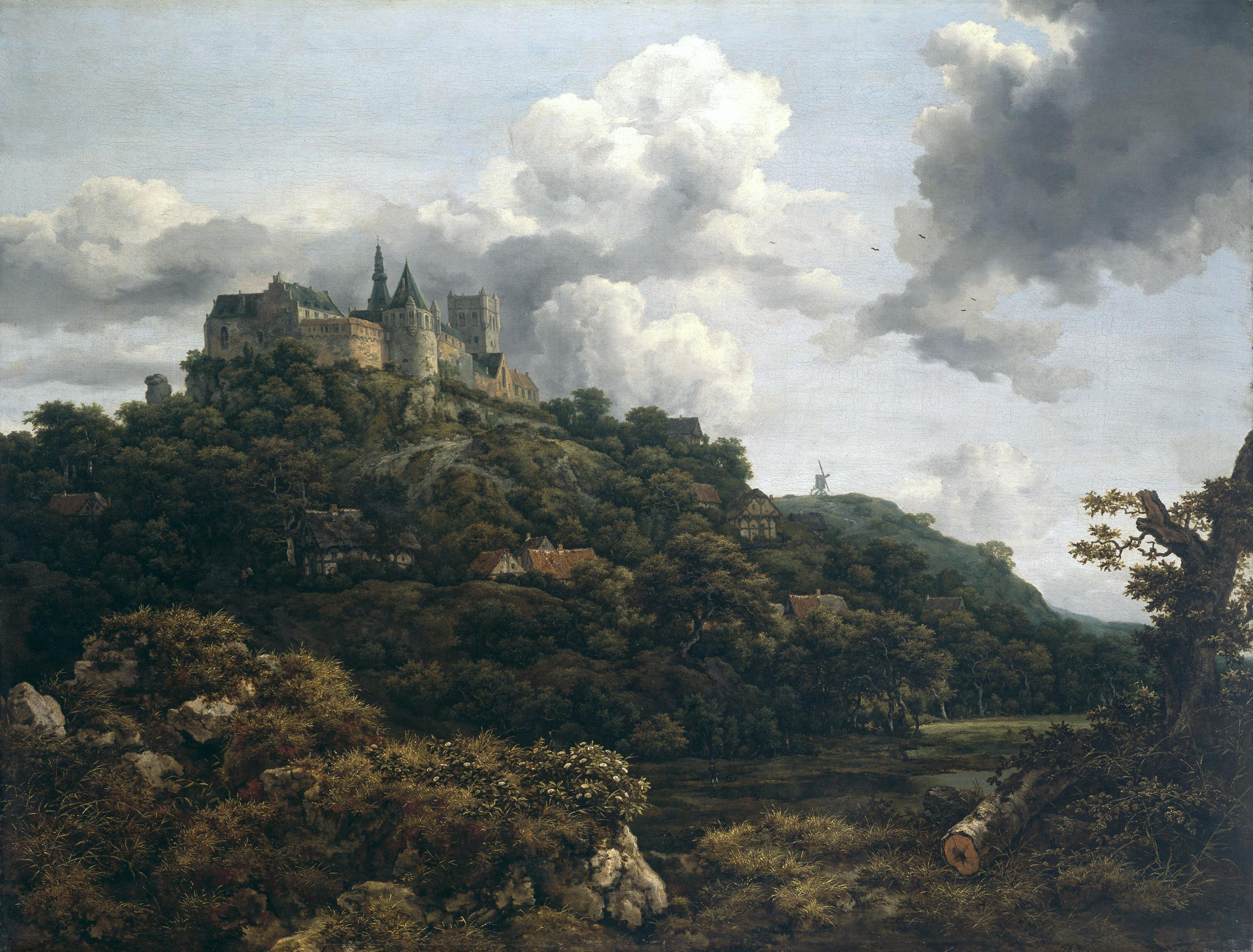
『ベントハイム城 』（1653年）
ヤーコプ・ファン・ロイスダール、アイルランド国立美術館

- レンブラント・ファン・レイン（1606年 - 1669年）
- ヤン・ステーン（1626年 - 1679年）
- ヤーコプ・ファン・ロイスダール（1628年 - 1682年）
- ヨハネス・フェルメール（1632年 - 1675年）

### フランス

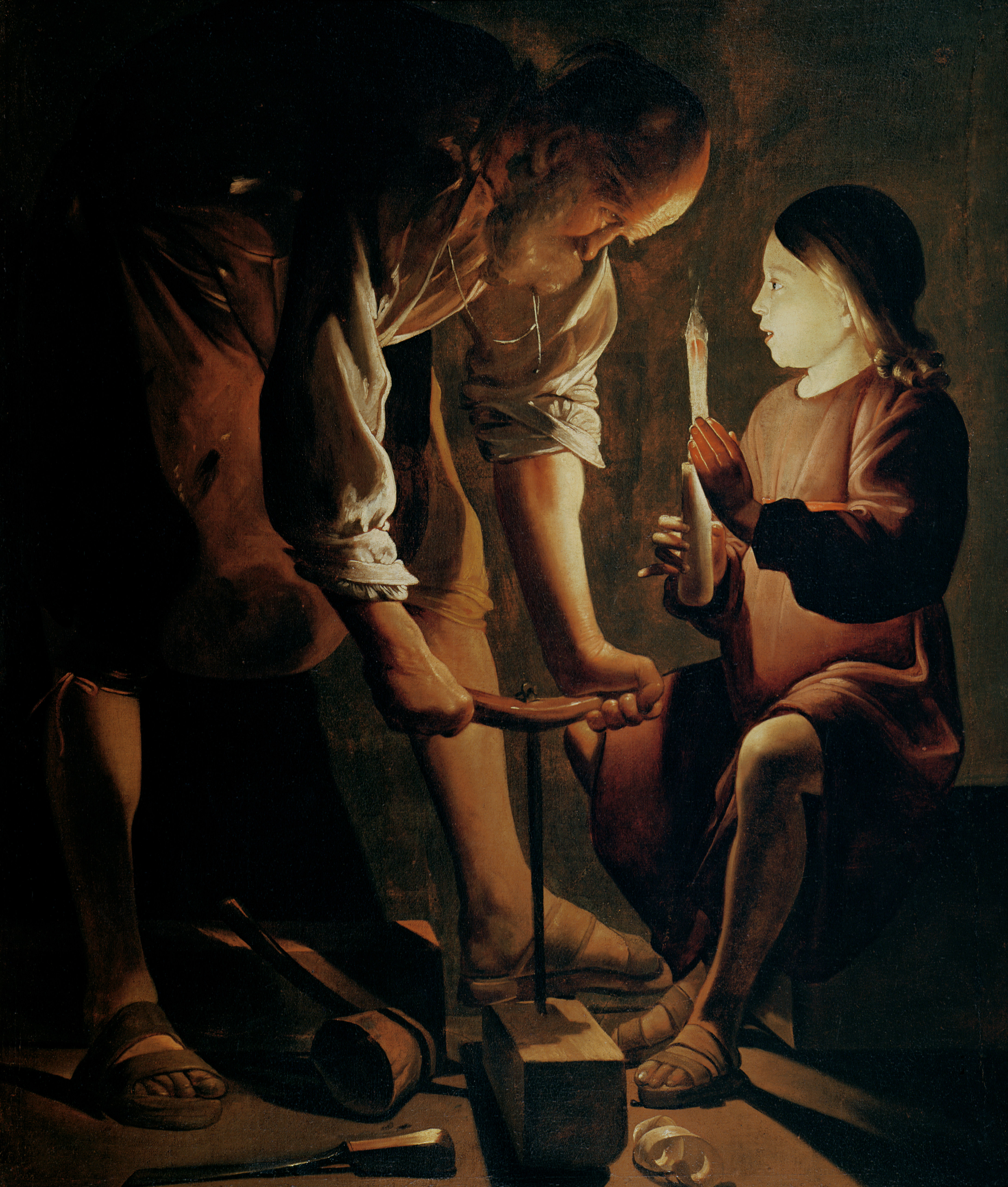
『大工聖ヨセフ』（1642年）
ジョルジュ・ド・ラ・トゥール、ルーブル美術館

- ジョルジュ・ド・ラ・トゥール（1593年 - 1652年）
- ニコラ・プッサン（1594年 - 1665年）
- ル・ナン兄弟
  - ルイ・ル・ナン（1593年頃 - 1648年）
  - アントワーヌ・ル・ナン（1599年頃 - 1648年)
  - マチュー・ル・ナン（1607年 - 1677年）
- クロード・ロラン（1600年 - 1682年）
- ローラン・ド・ラ・イール（1606年 - 1656年）

### ドイツ
- アダム・エルスハイマー（1578年 - 1610年）

### チェコ（ボヘミア）
- ヴェンツェスラウス・ホラー (en:Václav Hollar) （1607年 - 1677年)
- カレル・スクレタ (en:Karel Škréta）（1610年 - 1674年）
- ペトル・ブランドル (en:Petr Brandl）（1668年 - 1735年）

## ギャラリー

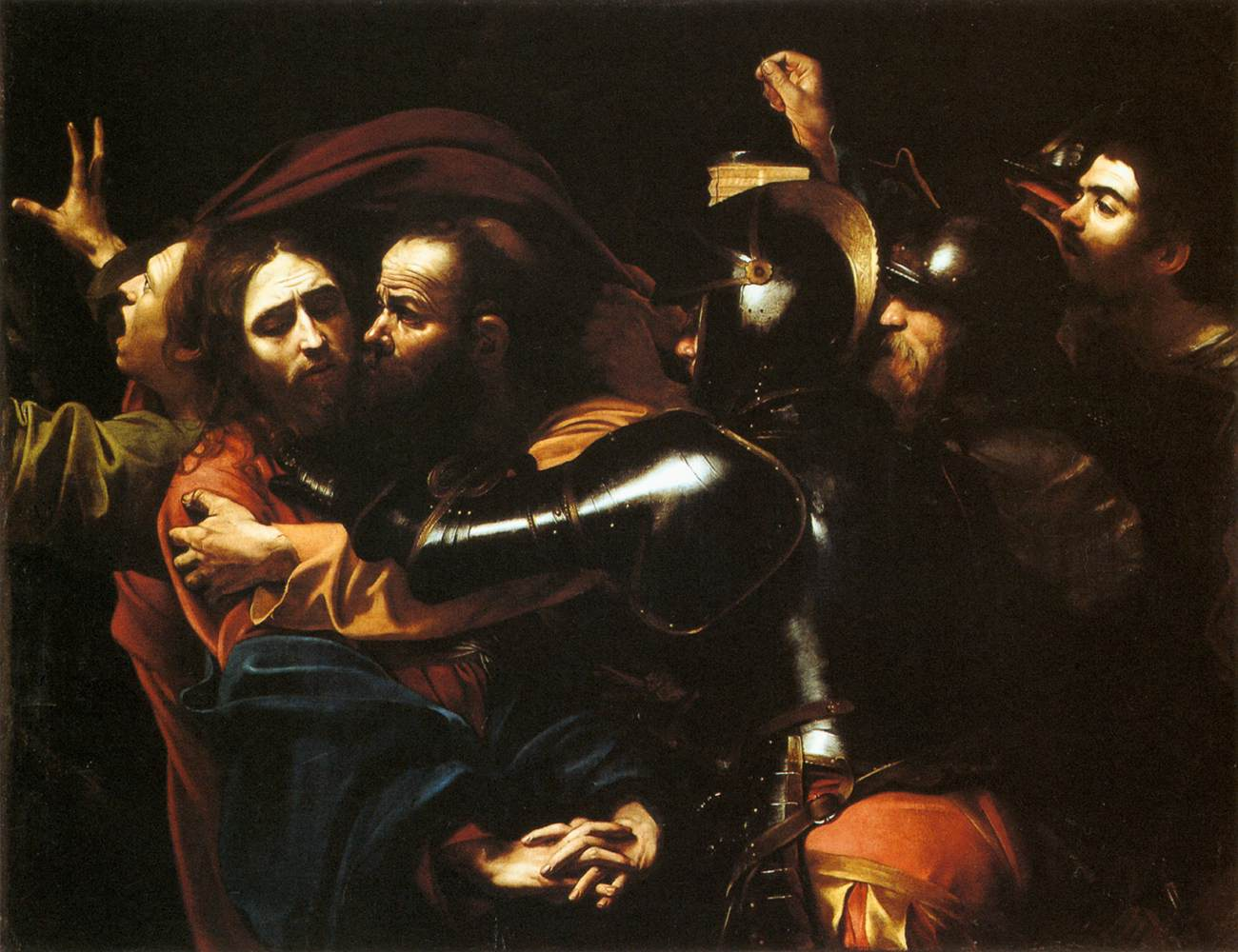
『キリストの捕縛』（1598年頃） カラヴァッジョ、ウフィツィ美術館（フィレンツェ
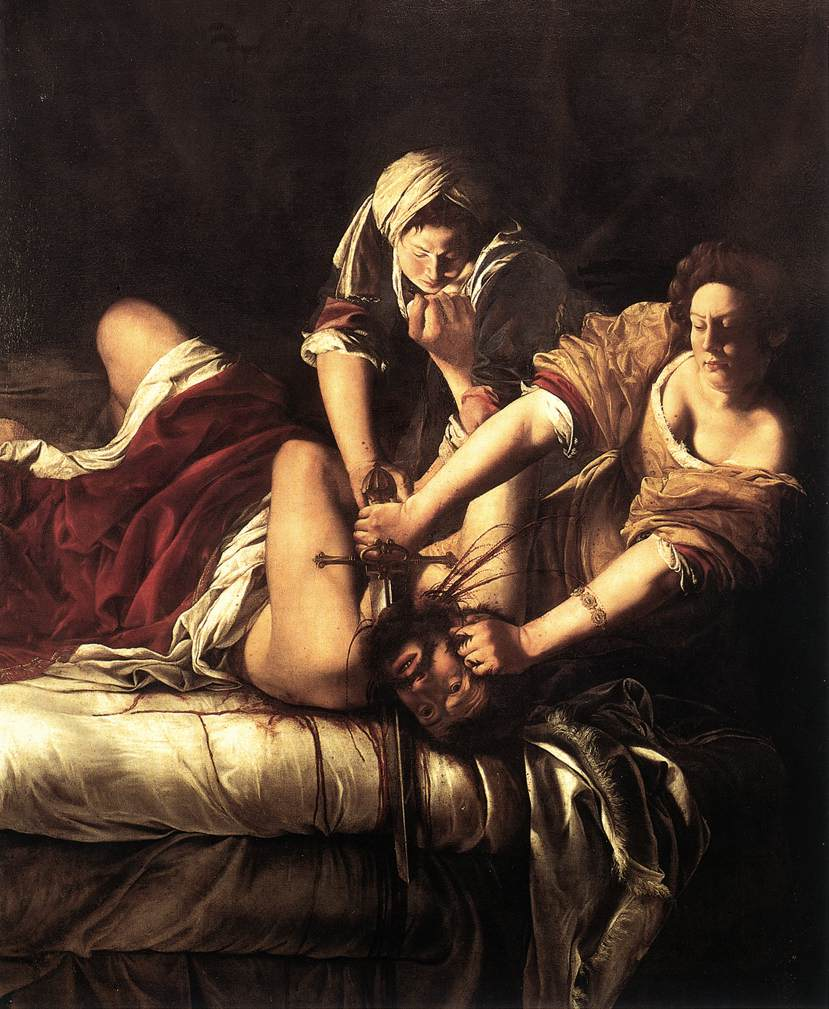
『ホロフェルネスの首を斬るユディト』（1614年 - 1620年頃） アルテミジア・ジェンティレスキ、ウフィツィ美術館（フィレンツェ）
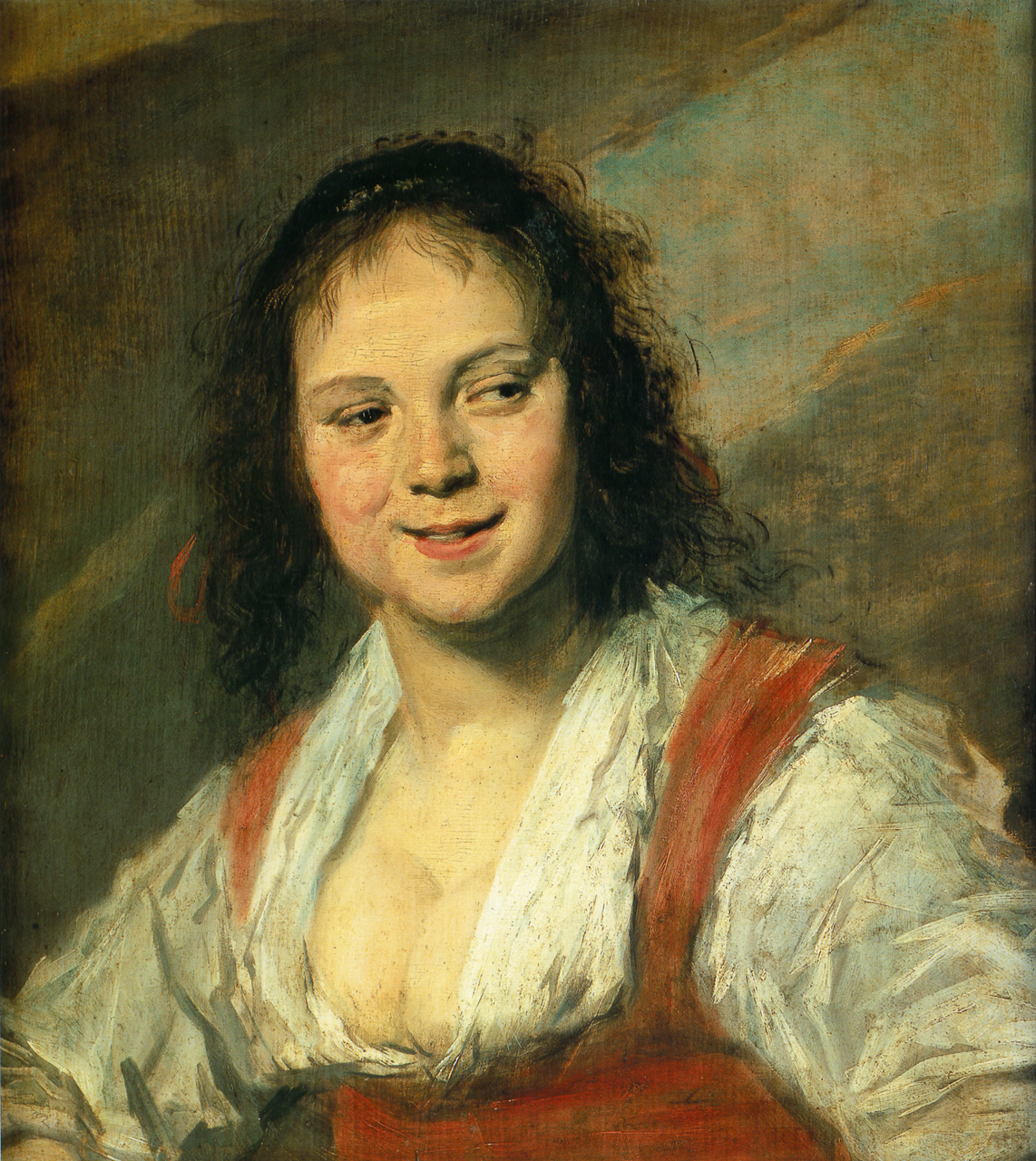
『ジプシー女』（1628年 - 1630年） フランス・ハルス、ルーブル美術館（パリ）
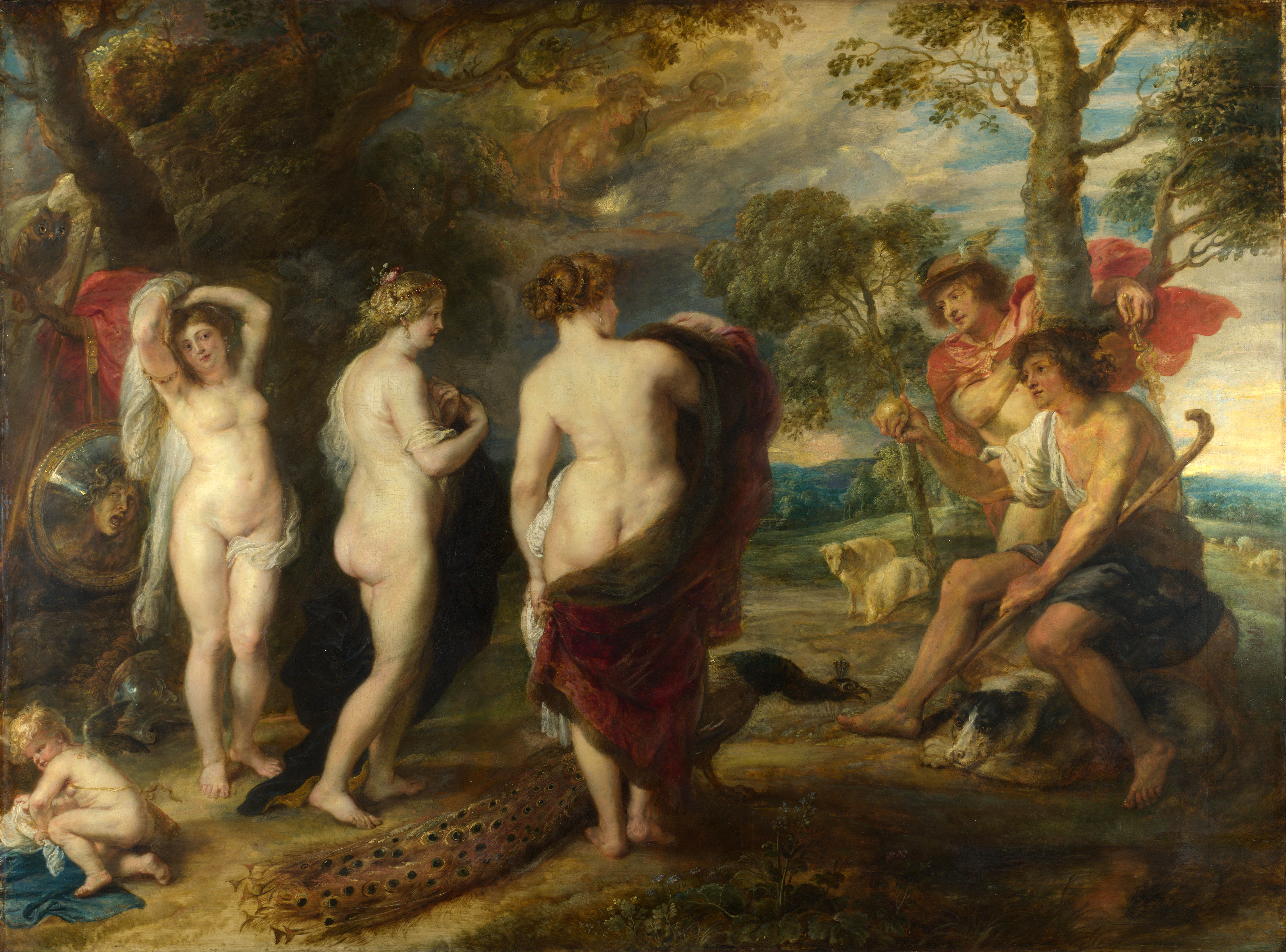
『パリスの審判』（1636年頃） ルーベンスナショナル・ギャラリー（ロンドン）
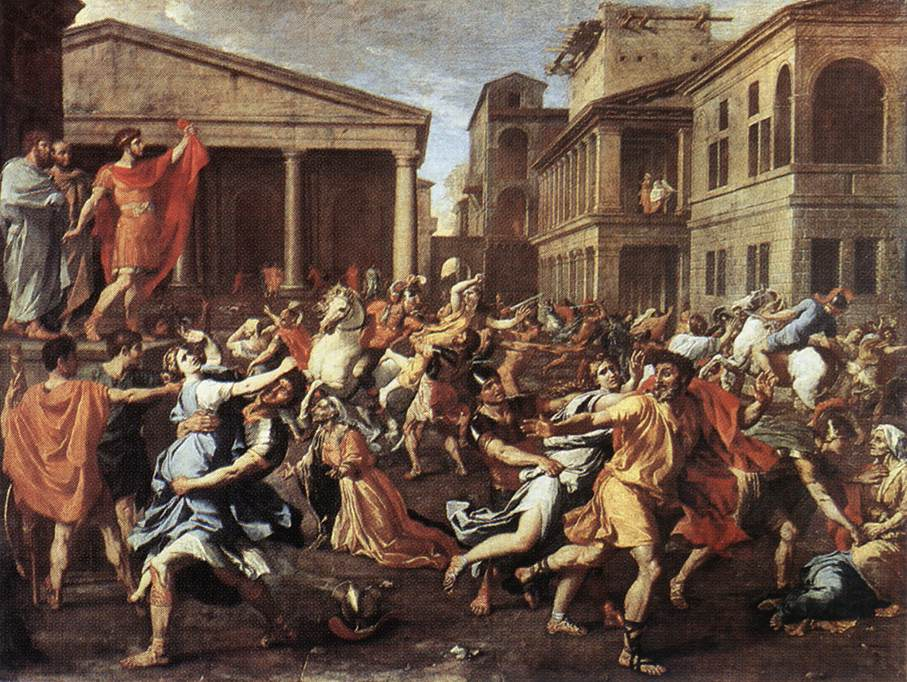
『サビニの女たちの略奪』（1637年 - 1638年） ニコラ・プッサン、ルーブル美術館（パリ）
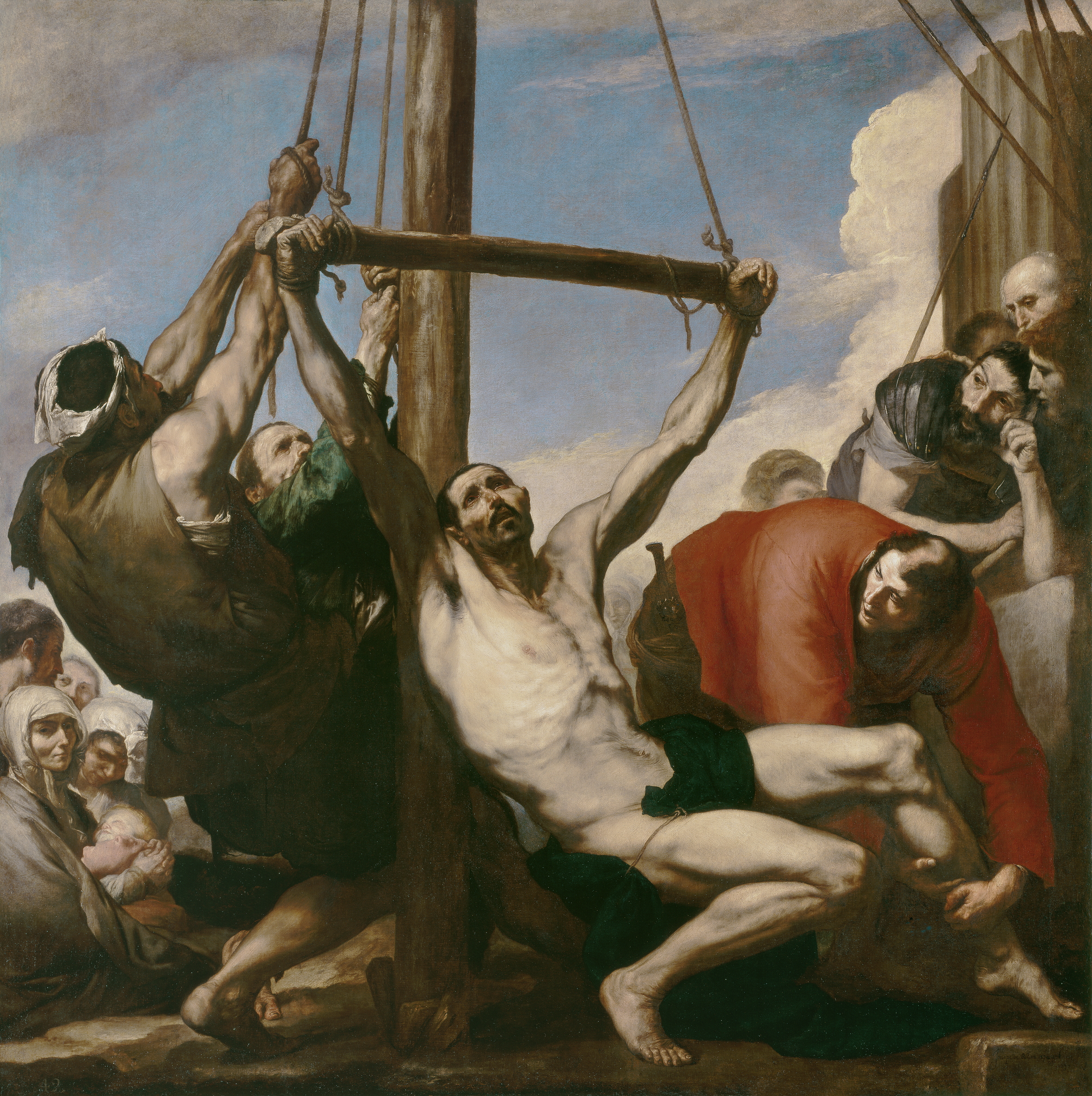
『聖フィリポの殉教[12]』（1639年） ホセ・デ・リベーラ、プラド美術館（マドリード）
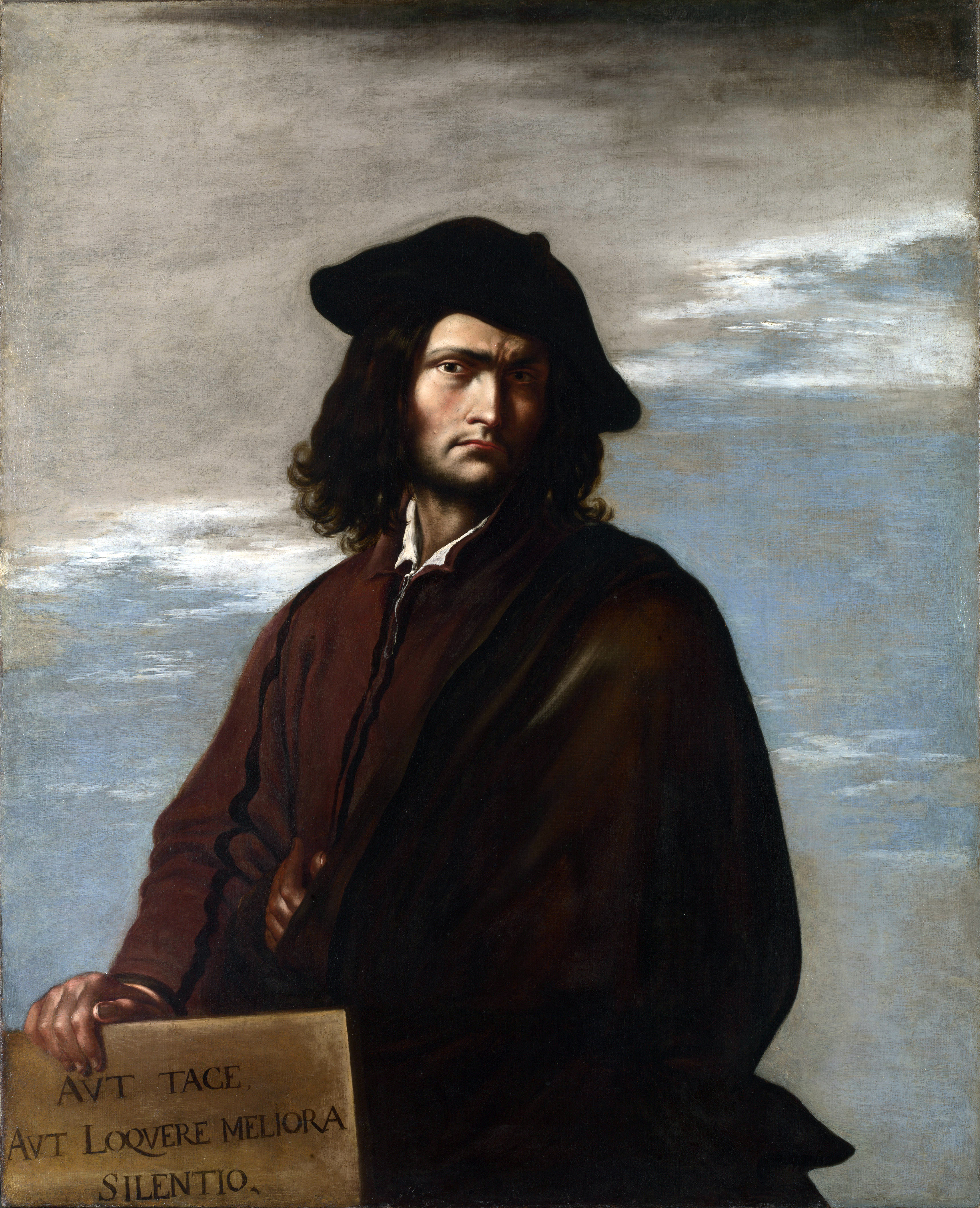
『自画像』（1640年） サルヴァトル・ローザ、ナショナル・ギャラリー（ロンドン）
『エウロペの誘拐』（1632年） レンブラント、J・ポール・ゲティ美術館（ロサンゼルス）
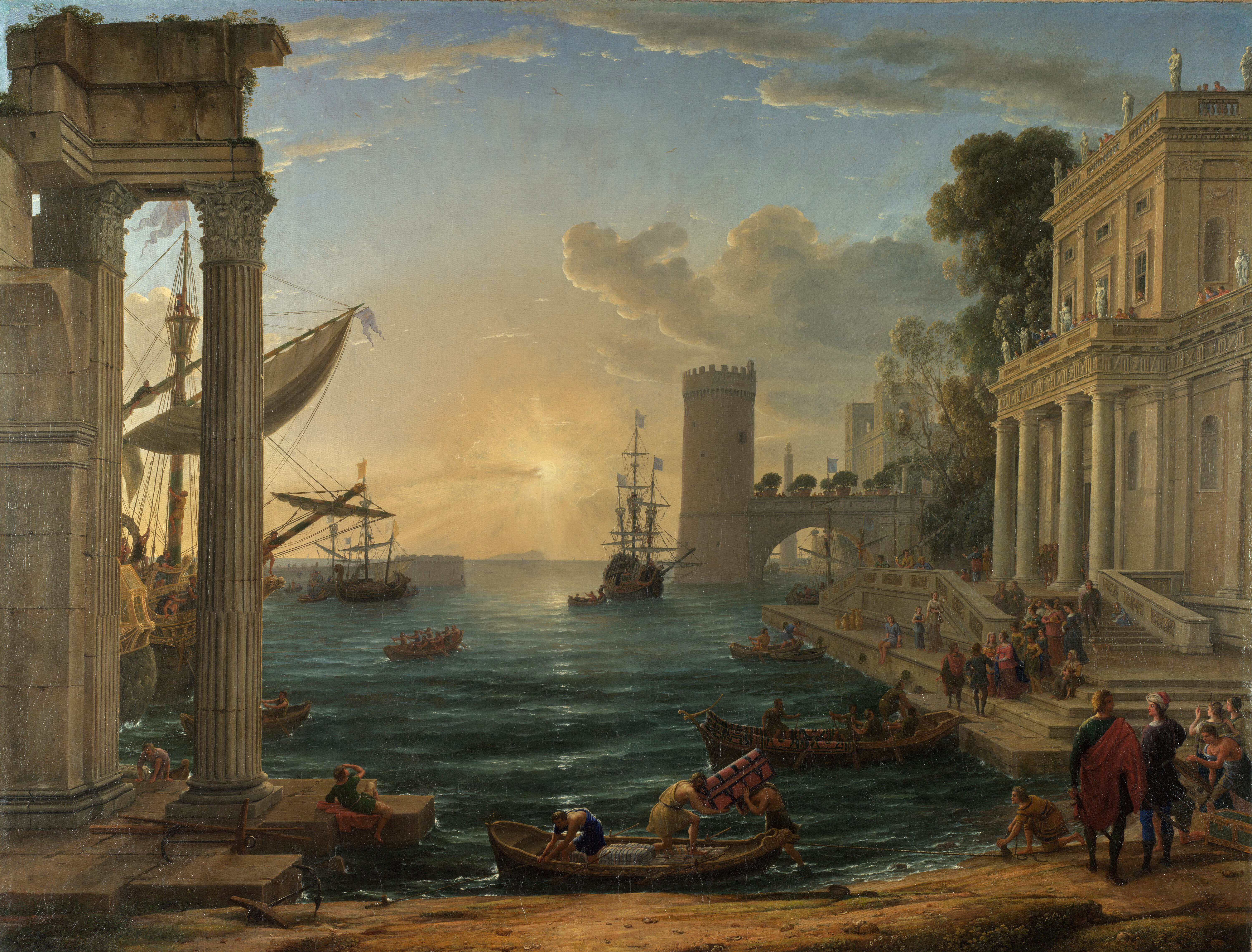
『シバの女王の船出』（1648年） クロード・ロラン、ナショナル・ギャラリー（ロンドン）
『ラス・メニーナス』（1656年 - 1657年） ディエゴ・ベラスケス、プラド美術館（マドリード）
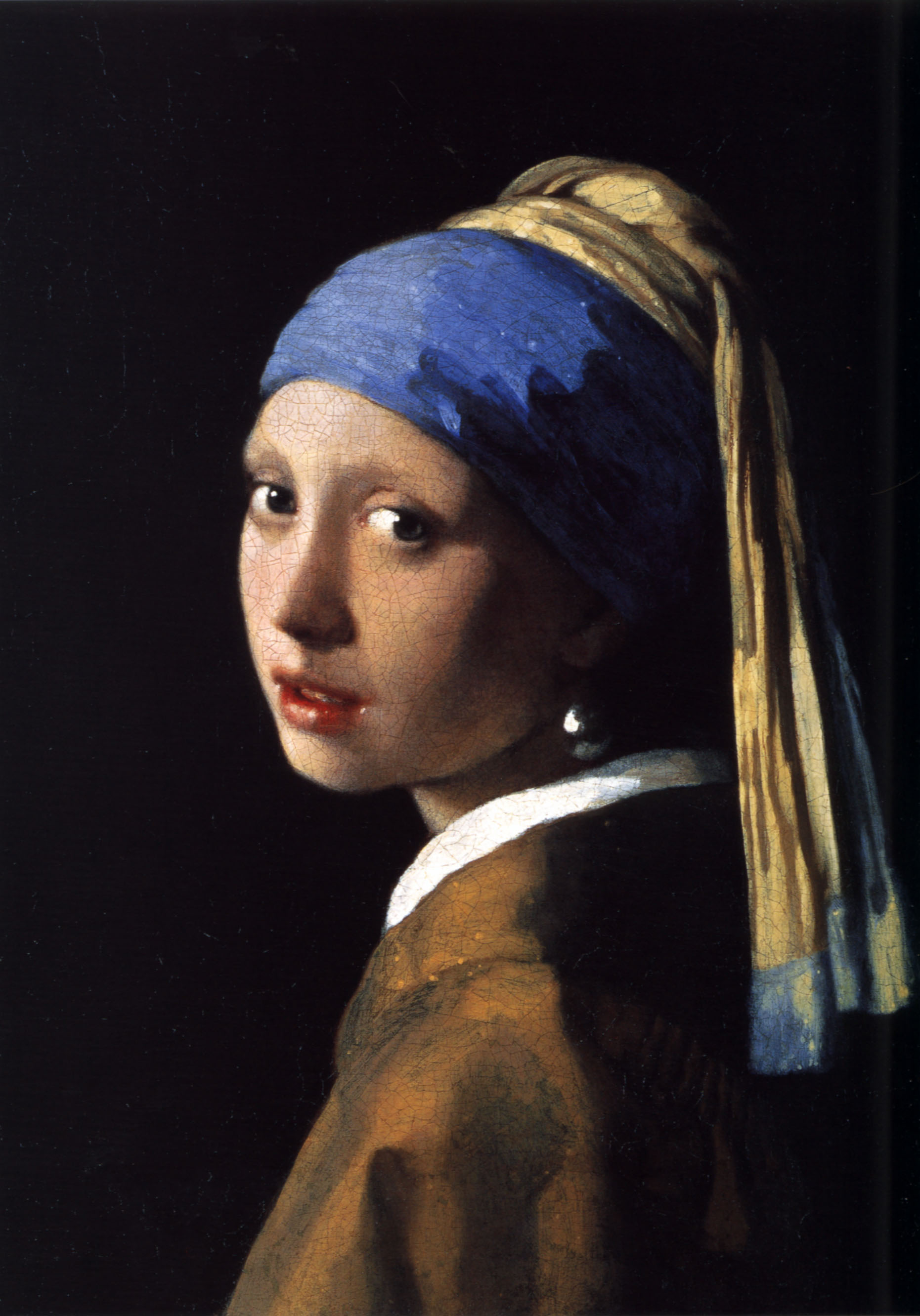
『真珠の耳飾の少女』（1665年頃） ヨハネス・フェルメール、マウリッツハイス美術館（ハーグ）
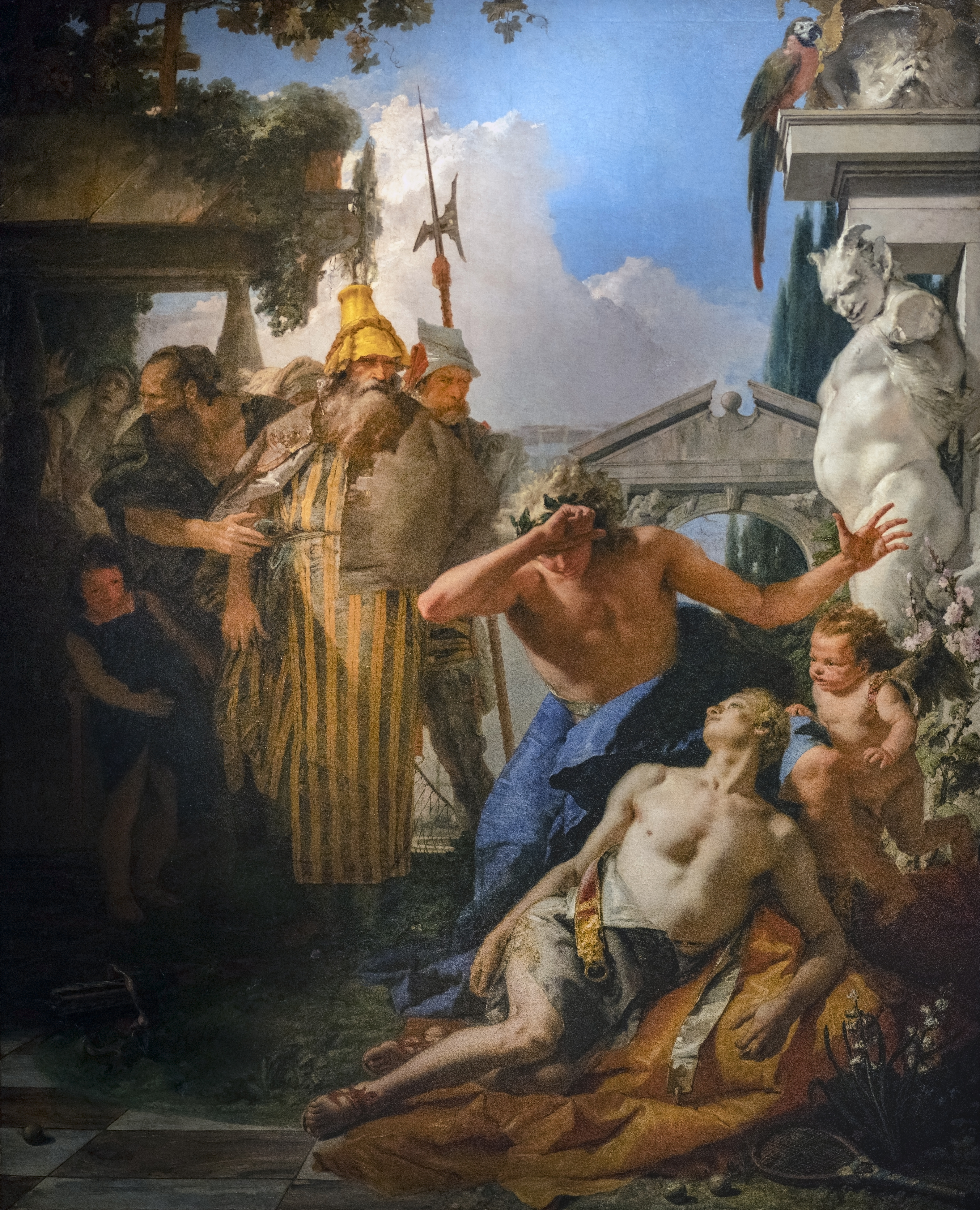
『ヒュアキントスの死』（1752年） ジョヴァンニ・バッティスタ・ティエポロ、ティッセン＝ボルネミッサ美術館（マドリード）

## 邦語文献
- ハインリッヒ・ヴェルフリン（上松佑二訳）『ルネサンスとバロック : イタリアにおけるバロック様式の成立と本質に関する研究』（中央公論美術出版、1993）ISBN 4805502142
- 深谷訓子著　『ローマの慈愛 : 「キモンとペロー」の図像表現』（京都大学学術出版会、2010）ISBN 9784876985937
- エーゴン・フリーデル（宮下啓三訳）『バロックとロココ：啓蒙と革命』（みすず書房、1987）ISBN 462200609X
- アロイス・リーグル（蜷川順子訳）『ローマにおけるバロック芸術の成立』（中央公論美術出版、2009）ISBN 9784805505960
- マリオ・プラーツ（伊藤博明訳）『フランチェスコ・ピアンタの奇矯な彫刻：エンブレムのバロック的表象』（ありな書房、2008）ISBN 9784756608017
- 萩島哲『バロック期の都市風景画を読む：ベロットが描いたドレスデン, ピルナ, ケーニヒシュタインの景観』（九州大学出版会、2006）ISBN 4873788986
- 関根秀一編『イタリア・ルネサンス美術論 : プロト・ルネサンス美術からバロック美術へ』（東京堂出版、2000）ISBN 9784490204025

概説・入門書など
- 逸身喜一郎『ギリシャ神話 : ルネッサンス・バロック絵画から遡る』（NHK出版、2011）ISBN 9784149107813
- 中島智章『図説バロック : 華麗なる建築・音楽・美術の世界』（河出書房新社、2010）ISBN 9784309761497
- 宮下規久朗『イタリア・バロック：美術と建築』（山川出版社、2006）ISBN 4634633507
- 宮下規久朗『バロック美術の成立（世界史リブレット：77）』（山川出版社、2003）ISBN 9784634347700
- 木村三郎『美術史と美術理論 : 西洋十七世紀絵画の見方　改訂版』（放送大学教育振興会、1996）ISBN 4595552203

画集・図録
- アラン・グルベールほか（鈴木杜幾子監訳）『古典主義とバロック　（ヨーロッパの装飾芸術：2）』（中央公論新社、2001）ISBN 4120030741
- 高階秀爾『バロックとロココ　新装版』（柳宗玄ほか編〈岩波美術館〉第10巻、岩波書店、2003）ISBN 4000089501
- 神吉敬三, 若桑みどり編『バロック』（『世界美術大全集 西洋編』第16-17巻、小学館、1994-1995）ISBN 4096010162